# 섬강고등학교
섬강고등학교(蟾江高等學校)는 강원특별자치도 원주시 지정면 가곡리에 있는 공립 고등학교이다.

## 학교 연혁
- 2025년 3월 1일 : 섬강고등학교 개교
- 2025년 3월 1일 : 제1대 안현주 교장 취임
- 2025년 3월 4일 : 제1회 입학식(신입생 260명)

## 참고 자료
- 섬강고등학교 - 한국교육학술정보원 학교알리미